# Conselho Episcopal Latino-Americano e Caribenho
O Conselho Episcopal Latino-Americano e Caribenho (CELAM) é um organismo da Igreja Católica fundado em 1955 pelo Papa Pio XII a pedido dos bispos da América Latina e do Caribe.
O CELAM presta serviços de contacto, comunhão, formação, pesquisa e reflexão às 22 conferências episcopais que se situam desde o México até o Cabo de Hornos, incluindo o Caribe e as Antilhas. 
Seus dirigentes são eleitos a cada quatro anos por uma assembleia ordinária que reúne os presidentes das conferências episcopais da América Latina e do Caribe.
A sede do CELAM está localizada na cidade de Bogotá, na Colômbia.

## Conferências Gerais

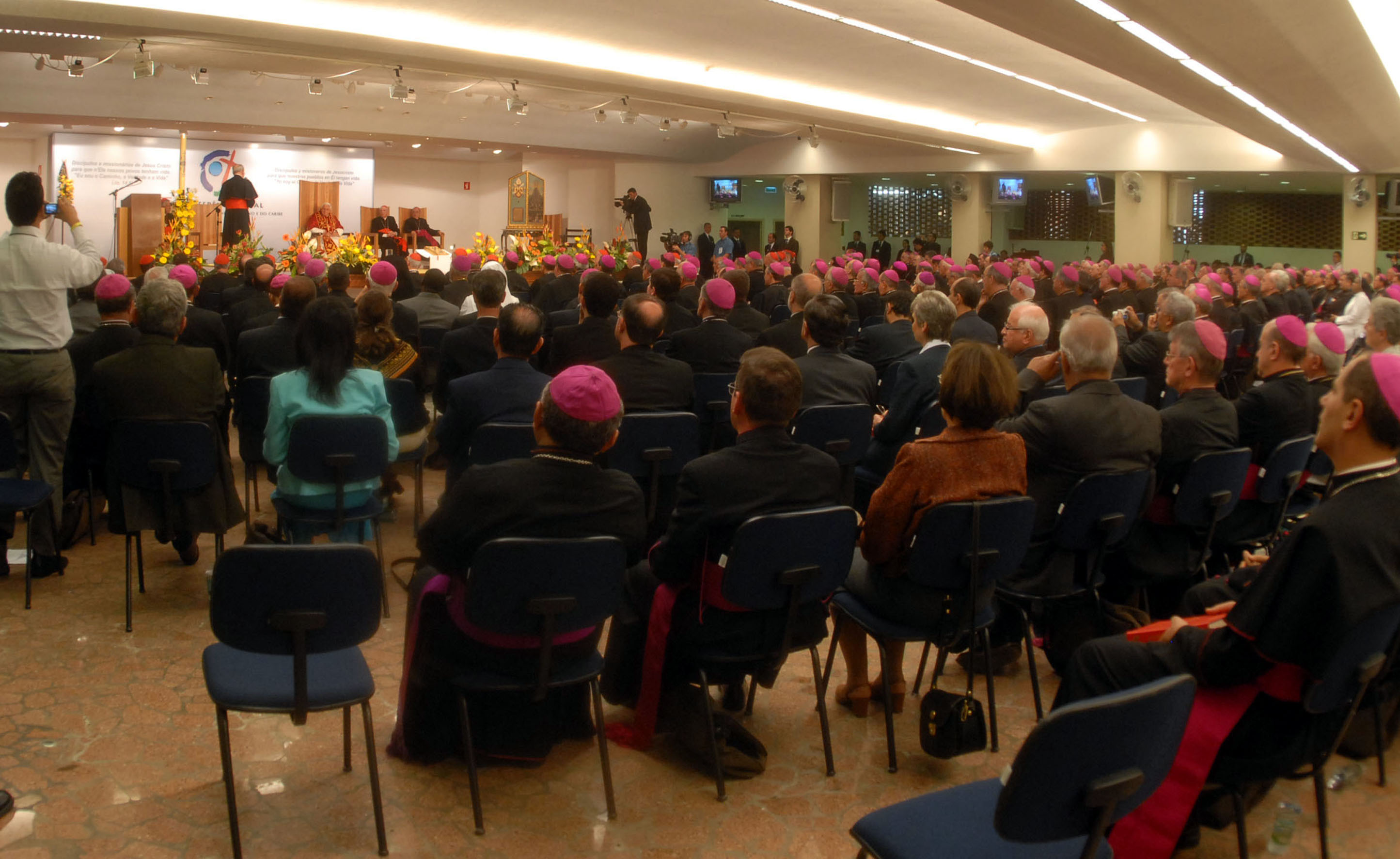
O Papa Bento XVI abre a V Conferência Geral do Episcopado Latino-Americano e Caribenho em Aparecida em 2007

As conferências gerais são reuniões dos bispos nas quais os pastores analisam a vida da Igreja em seus territórios, descobrem aspectos positivos e negativos, identificam problemas comuns, e deliberam de comum acordo sobre as soluções e linhas de ação pastoral.
A Conferência Geral é convocada pelo Santo Padre a partir do pedido de um grupo de conferências episcopais. É o Papa quem autoriza o propósito de reunir-se, aprova o tema e é ele quem abre a reunião e a orienta com seu discurso inaugural. É também o Romano Pontífice quem aprova as conclusões do modo que julgar mais adequado.
As conferências gerais do episcopado latino-americano e caribenho são reuniões de caráter pastoral que permitem à Igreja Católica presente na América Latina e no Caribe definir suas ações com maior identidade cultural e com maior atenção às necessidades e peculiaridades locais.
Trata-se de uma prática de deliberação coletiva, onde é reforçada a dimensão da chamada colegialidade apostólica. Até a presente data já se realizaram cinco conferências gerais.
- I Conferência Geral do Episcopado Latino-Americano (Rio de Janeiro, 1955)
- II Conferência Geral do Episcopado Latino-Americano (Medellín, 1968)
- III Conferência Geral do Episcopado Latino-Americano (Puebla, 1979)
- IV Conferência Geral do Episcopado Latino-Americano (Santo Domingo, 1992)
- V Conferência Geral do Episcopado Latino-americano e do Caribe (Aparecida, 2007)

## Assembleias ordinárias
Abaixo há uma lista das assembléias ordinárias promovidas pela CELAM.
|    | País anfitrião                                                             | Cidade anfitriã                                                            | Período                                         |
| -- | -------------------------------------------------------------------------- | -------------------------------------------------------------------------- | ----------------------------------------------- |
| 1  | Colômbia                                                                   | Bogotá                                                                     | 5 a 15 de novembro de 1956                      |
| 2  | Colômbia                                                                   | Fómeque                                                                    | 11 a 17 de novembro de 1957                     |
| 3  | Itália                                                                     | Roma                                                                       | 10 a 16 de novembro de 1958                     |
| 4  | Colômbia                                                                   | Fómeque                                                                    | 8 a 15 de novembro de 1959                      |
| 5  | Argentina                                                                  | Buenos Aires                                                               | 14 a 18 de novembro de 1960                     |
| 6  | México                                                                     | Cidade do México                                                           | 13 a 19 de outubro de 1961                      |
| 7  | Itália                                                                     | Roma(Simultaneamente ao Concílio Vaticano II)                              | 14 de outubro a 27 de novembro de 1963          |
| 8  | Itália                                                                     | Roma(Simultaneamente ao Concílio Vaticano II)                              | 6 a 30 de outubro e 10 e 11 de novembro de 1964 |
| 9  | Itália                                                                     | Roma(Simultaneamente ao Concílio Vaticano II)                              | 13 de setembro a 16 de novembro de 1965         |
| 10 | Argentina                                                                  | Mar del Plata                                                              | 9 a 15 de outubro de 1966                       |
| 11 | Peru                                                                       | Lima                                                                       | 19 a 26 de novembro de 1967                     |
| 12 | Brasil                                                                     | São Paulo                                                                  | 23 a 29 de novembro de 1969                     |
| 13 | Costa Rica                                                                 | San José                                                                   | 5 a 15 de maio de 1971                          |
| 14 | Bolívia                                                                    | Sucre                                                                      | 15 a 23 de novembro de 1972                     |
| 15 | Itália                                                                     | Roma                                                                       | 29 de outubro a 3 de novembro de 1974           |
| 16 | Porto Rico                                                                 | San Juan                                                                   | 30 de novembro a 5 de dezembro de 1976          |
| 17 | Venezuela                                                                  | Caracas                                                                    | 27 a 31 de março de 1979                        |
| 18 | Chile                                                                      | Punta de Tralca                                                            | 15 a 21 de março de de 1981                     |
| 19 | Haiti                                                                      | Porto Príncipe                                                             | 9 a 15 de março de 1983                         |
| 20 | Costa Rica                                                                 | San José                                                                   | 11 a 15 de março de 1985                        |
| 21 | Paraguai                                                                   | Ypacaraí                                                                   | 9 a 14 de março de 1987                         |
| 22 | Curaçao                                                                    | Willemstad                                                                 | 5 a 12 de março de 1989                         |
| 23 | Argentina                                                                  | Buenos Aires                                                               | 22 a 27 de abril de 1991                        |
| 24 | Venezuela                                                                  | Caracas                                                                    | 22 a 27 de março de 1993                        |
| 25 | México                                                                     | Cidade do México                                                           | 1 a 7 de maio de 1995                           |
| 26 | Brasil                                                                     | Rio de Janeiro                                                             | 19 de setembro a 3 de outubro de 1997           |
| 27 | Equador                                                                    | Quito                                                                      | 11 a 14 de maio de 1999                         |
| 28 | Venezuela                                                                  | Caracas                                                                    | 15 a 18 de maio de 2001                         |
| 29 | Paraguai                                                                   | Tuparendá                                                                  | 13 a 16 de maio de 2003                         |
| 30 | Peru                                                                       | Carabayllo                                                                 | 17 a 20 de maio de 2005                         |
| 31 | Cuba                                                                       | Havana                                                                     | 10 a 13 de julho de 2007                        |
| 32 | Nicarágua                                                                  | Managua                                                                    | 12 a 15 de maio de 2009                         |
| 33 | Uruguai                                                                    | Montevideo                                                                 | 17 a 20 de maio de 2011                         |
| 34 | Panamá                                                                     | Cidade do Panamá                                                           | 14 a 17 de maio de 2013                         |
| 35 | República Dominicana                                                       | Santo Domingo                                                              | 12 a 15 de maio de 2015                         |
| 36 | El Salvador                                                                | San Salvador                                                               | 9 a 12 de maio de 2017                          |
| 37 | Honduras                                                                   | Tegucigalpa                                                                | 13 a 19 de maio de 2019                         |
| 38 | A assembleia foi realizada de forma virtual devido à pandemia de Covid-19. | A assembleia foi realizada de forma virtual devido à pandemia de Covid-19. | 18 a 21 de maio de 2021                         |
| 39 | Porto Rico                                                                 | Mayagüez                                                                   | 16 a 19 de maio de 2023                         |
| 40 | Brasil                                                                     | Rio de Janeiro                                                             | 27 a 30 de maio de 2025                         |

## Organização
A cada quatro anos é reunida uma Assembleia Ordinária eletiva. A Conferência Episcopal Latino-Americana está organizada do seguinte modo: (os cargos de presidência não tem direito a reeleição)

### Presidência do CELAM
- Presidente:  Dom Jaime Spengler, O.F.M. (2023 - ), Arcebispo de Porto Alegre[24]
- Primeiro Vice-Presidente:  Dom José Luis Azuaje Ayala (2023 - ), Arcebispo de Maracaibo[24]
- Segundo Vice-Presidente:  Dom José Domingo Ulloa Mendieta, O.S.A. (2023 - ), Arcebispo de Panamá[24]
- Secretário-Geral:  Dom Lizardo Estrada Herrera, O.S.A. (2023 - ), Bispo auxiliar de Cusco[25]
- Presidente do Comitê Econômico.  Dom Santiago Rodríguez, (2023 - ), Bispo de San Pedro de Macorís[25]

### Presidentes dos Departamentos
- Departamento de Comunhão Eclesial e Diálogo

1. Conferências Episcopais e Igrejas Particulares
2. Pastoral Castrense
3. Paróquias, Pequenas Comunidades e Comunidades Eclesiais de Base
4. Movimentos Eclesiais e Novas Comunidades
5. Diálogo Ecumênico e Inter-religioso

- Departamento de Missão e Espiritualidade

1. Catequese
2. Liturgia
3. Santuários e Religiosidade Popular
4. Missão Ad Gentes

- Departamento de Ministérios e Vocações

1. Pastoral Vocacional
2. Ministérios não Ordenados
3. Vida Consagrada
4. Seminários

- Departamento de Família e Vida

1. Vida
2. Família
3. Juventude

- Departamento de Cultura e Educação

1. Cultura
2. Educação Superior
3. Educação Geral e Média
4. Afro-americanos
5. Povos Originários

- Departamento de Justiça e Solidariedade

1. Pastoral Social
2. Mobilidade Humana
3. Leigos e Construtores da Sociedade

- Departamento de Comunicação e Imprensa

1. Comunicação Social
2. Cultura Midiática
3. Comunicação Digital

## Presidentes e vice-presidentes
|                     | Nome                                                   | Período     | Notas                                                       |
| Presidentes         | Presidentes                                            | Presidentes | Presidentes                                                 |
| ------------------- | ------------------------------------------------------ | ----------- | ----------------------------------------------------------- |
| 17º                 | Jaime Cardeal Spengler, O.F.M.                         | 2023-atual  | Arcebispo de Porto Alegre                                   |
| 16º                 | Héctor Miguel Cabrejos Vidarte, O.F.M.                 | 2019-2023   | Arcebispo de Trujillo                                       |
| 15º                 | Rubén Cardeal Salazar Gómez                            | 2015- 2019  | Arcebispo de Bogotá                                         |
| 14º                 | Carlos Aguiar Retes                                    | 2011-2015   | Arcebispo de Tlalnepantla                                   |
| 13º                 | Raymundo Cardeal Damasceno Assis                       | 2007-2011   | Arcebispo de Aparecida                                      |
| 12º                 | Francisco Javier Cardeal Errázuriz Ossa, P. Schönstatt | 2003-2007   | Arcebispo de Santiago do Chile                              |
| 11º                 | Jorge Enrique Jiménez Carvajal, CJM                    | 1999-2003   | Bispo de Zipaquirá                                          |
| 10º                 | Óscar Rodríguez Maradiaga, S.D.B.                      | 1995-1999   | Arcebispo de Tegucigalpa                                    |
| 9º                  | Nicolás de Jesús López Rodríguez                       | 1991-1995   | Arcebispo de Santo Domingo                                  |
| 8º                  | Darío Castrillón Hoyos †                               | 1987-1991   | Bispo de Pereira                                            |
| 7º                  | Antonio Quarracino †                                   | 1983-1987   | Arcebispo de La PLata                                       |
| 6º                  | Alfonso López Trujillo †                               | 1979-1983   | Arcebispo de Medellín                                       |
| 5º                  | Aloísio Cardeal Lorscheider, O.F.M. †                  | 1975-1979   | Arcebispo de Fortaleza                                      |
| 4º                  | Eduardo Francisco Pironio, O.F.M. †                    | 1972-1975   | Bispo de Mar del Plata                                      |
| 3º                  | Avelar Brandão Vilela †                                | 1966-1972   | Arcebispo de Teresina (1966-1971) e de Salvador (1971-1972) |
| 2º                  | Manuel Larraín Errázuriz †                             | 1963-1966   | Bispo de Talca                                              |
| 1º                  | Miguel Darío Miranda y Gómez †                         | 1958-1963   | Arcebispo de Cidade do México                               |
| 1º Vice-presidentes |                                                        |             |                                                             |
| 17º                 | José Luis Azuaje Ayala                                 | 2023-atual  | Arcebispo de Maracaibo                                      |
| 16º                 | Odilo Pedro Cardeal Scherer                            | 2019-2023   | Arcebispo de São Paulo                                      |
| 15º                 | Carlos María Collazzi Irazábal, S.D.B.                 | 2015-2019   | Bispo de Mercedes                                           |
| 14º                 | Rubén Cardeal Salazar Gómez                            | 2011-2015   | Arcebispo de Bogotá                                         |
| 13º                 | Baltazar Henrique Porras Cardozo                       | 2007-2011   | Arcebispo de Mérida                                         |
| 12º                 | Carlos Aguiar Retes                                    | 2003-2007   | Bispo de Texcoco                                            |
| 11º                 | Francisco Javier Cardeal Errázuriz Ossa, P. Schönstatt | 1999-2003   | Arcebispo de Santiago do Chile                              |
| 10º                 | Luciano Pedro Mendes de Almeida, S.J.                  | 1995-1999   | Arcebispo de Mariana                                        |
| 9º                  | Juan Jesús Cardeal Posadas Ocampo                      | 1991-1993   | Arcebispo de Guadalajara                                    |
| 8º                  | Nicolás de Jesús López Rodríguez                       | 1987-1991   | Arcebispo de Santo Domingo                                  |
| 7º                  | Felipe Santiago Benítez Avalos                         | 1983-1987   | Bispo de Villarrica del Espiritu Santo                      |
| 6º                  | Luciano José Cabral Duarte                             | 1979-1983   | Arcebispo de Aracaju                                        |
| 5º                  | Juan Cardeal Landázuri Ricketts                        | 1976-1979   | Arcebispo de Lima                                           |
| 4º                  | Aloísio Lorscheider, O.F.M.                            | 1972-1975   | Arcebispo de Fortaleza                                      |
| 3º                  | Marcos Gregorio McGrath, C.S.C.                        | 1970-1972   | Arcebispo do Panamá                                         |
| 2º                  | Pablo Muñoz Vega, S.J.                                 | 1965-1969   | Arcebispo coadjutor de Quito                                |
| 1º                  | Manuel Larraín Errazuriz                               | 1958-1963   | Bispo de Talca                                              |
| 2º Vice-presidentes |                                                        |             |                                                             |
| 18º                 | José Domingo Ulloa Mendieta, O.S.A.                    | 2023-atual  | Arcebispo do Panamá                                         |
| 17º                 | Leopoldo José Cardeal Brenes Solórzano                 | 2019-2023   | Arcebispo de Manágua                                        |
| 16º                 | José Belisário da Silva, O.F.M.                        | 2015-2019   | Arcebispo de São Luís do Maranhão                           |
| 15º                 | Dimas Lara Barbosa                                     | 2011-2015   | Arcebispo de Campo Grande                                   |
| 14º                 | Andrés Stanovnik, O.F.M.Cap.                           | 2007-2011   | Arcebispo de Corrientes                                     |
| 13º                 | Geraldo Lyrio Rocha                                    | 2003-2007   | Arcebispo de Vitória da Conquista                           |
| 12º                 | Geraldo Cardeal Majella Agnelo                         | 1999-2003   | Arcebispo de Salvador                                       |
| 11º                 | Jaime Lucas Cardeal Ortega y Alamino                   | 1995-1999   | Arcebispo de San Cristobál de la Havana                     |
| 10º                 | Tulio Manuel Chirivella Varela                         | 1991-1995   | Arcebispo de Barquisimeto                                   |
| 9º                  | José Cardeal Freire Falcão                             | 1987-1991   | Arcebispo de Brasília                                       |
| 8º                  | Clemente José Carlos de Gouvea Isnard, O.S.B.          | 1983-1987   | Bispo de Nova Friburgo                                      |
| 7º                  | Román Arrieta Villalobos                               | 1979-1983   | Arcebispo de San José da Costa Rica                         |
| 6º                  | Luis Manresa Formosa, S.J.                             | 1972-1979   | Bispo de Los Altos Quetzaltenango-Totonicapán               |
| 5º                  | Luis Eduardo Henríquez Jiménez                         | 1970-1972   | Bispo de Valência                                           |
| 4º                  | Marcos Gregorio McGrath, C.S.C.                        | 1966-1970   | Arcebispo do Panamá                                         |
| 3º                  | Avelar Brandão Vilela                                  | 1965-1966   | Arcebispo de Teresina                                       |
| 2º                  | Carlos Humberto Rodríguez Quirós                       | 1963-1965   | Arcebispo de San José da Costa Rica                         |
| 1º                  | Hélder Pessoa Câmara                                   | 1958-1963   | Arcebispo de Olinda e Recife                                |

## Secretários
|             | Nome                                   | Período     | Notas                                                      |
| Secretários | Secretários                            | Secretários | Secretários                                                |
| ----------- | -------------------------------------- | ----------- | ---------------------------------------------------------- |
| 19º         | Lizardo Estrada Herrera, O.S.A.        | 2023-atual  | Bispo auxiliar de Cusco                                    |
| 18º         | Jorge Eduardo Lozano                   | 2020-2023   | Arcebispo de San Juan de Cuyo                              |
| 17º         | Juan Carlos Cárdenas Toro              | 2019-2020   | Bispo auxiliar de Cali (2015-2020) e Bispo de Pasto (2020) |
| 16º         | Juan Espinoza Jiménez                  | 2015-2019   | Bispo auxiliar de Morelia                                  |
| 15º         | Santiago Jaime Silva Retamales         | 2011-2015   | Bispo auxiliar de Valparaíso                               |
| 14º         | José Leopoldo González                 | 2009-2011   | Bispo auxiliar de Guadalajara                              |
| 13º         | Victor Valentin Sánchez Espinosa       | 2007-2009   | Bispo auxiliar do México                                   |
| 12º         | Andrés Stanovnik, O.F.M.Cap.           | 2004-2007   | Bispo de Reconquista                                       |
| 11º         | Ramón Benito de La Rosa y Carpio       | 2003-2004   | Arcebispo de Santiago de los Caballeros                    |
| 10º         | Carlos Aguiar Retes                    | 2000-2003   | Bispo de Texcoco                                           |
| 9º          | Felipe Arizmendi Esquivel              | 1999-2000   | Bispo de Tapachula                                         |
| 8º          | Jorge Enrique Jiménez Carvajal, C.I.M. | 1995-1999   | Bispo de Zipaquirá                                         |
| 7º          | Raymundo Damasceno Assis               | 1991-1995   | Bispo auxiliar de Brasília                                 |
| 6º          | Óscar Rodríguez Maradiaga, S.D.B.      | 1987-1991   | Bispo auxiliar de Tegucigalpa                              |
| 5º          | Darío Castrillón Hoyos                 | 1983-1987   | Bispo de Pereira                                           |
| 4º          | Antonio Quarracino                     | 1979-1983   | Bispo de Avellaneda                                        |
| 3º          | Alfonso López Trujillo                 | 1972-1979   | Bispo auxiliar de Bogotá                                   |
| 2º          | Eduardo Francisco Pironio              | 1968-1972   | Bispo auxiliar de La Plata                                 |
| 1º          | Julián Mendoza Guerrero                | 1958-1967   | Bispo de Buga                                              |

## Integrantes do CELAM
As seguintes conferências episcopais integram o CELAM:
- Conferência Episcopal das Antilhas
- Conferência Episcopal Argentina
- Conferência Episcopal da Bolívia
- Conferência Nacional dos Bispos do Brasil
- Conferência Episcopal da Colômbia
- Conferência Episcopal de Cuba
- Conferência Episcopal do Chile
- Conferência Episcopal de Costa Rica
- Conferência Episcopal Equatoriana
- Conferência Episcopal de El Salvador
- Conferência Episcopal da Guatemala
- Conferência Episcopal do Haiti
- Conferência Episcopal de Honduras
- Conferência do Episcopado Mexicano
- Conferência Episcopal da Nicarágua
- Conferência Episcopal do Panamá
- Conferência Episcopal do Paraguai
- Conferência Episcopal Peruana
- Conferência Episcopal de Porto Rico
- Conferência do Episcopado Dominicano
- Conferência Episcopal do Uruguai
- Conferência Episcopal Venezuelana